# Renate Zilker
Renate Zilker (geb. Beck * 4. August 1918 in Heilbronn; † 25. Januar 1989 in Ravensburg) war eine niedergelassene Allgemeinmedizinerin in Ravensburg. Sie war Gründerin der Lebenshilfe Ravensburg und wurde dafür mit dem Verdienstordens des Landes Baden-Württemberg und dem Bundesverdienstkreuz ausgezeichnet.

## Leben
Renate Zilker wuchs in Nagold auf. Nach dem Besuch des Gymnasiums in Freudenstadt studierte sie während des Zweiten Weltkrieges Medizin in Tübingen und promovierte dort. 1943 heiratete sie Max Zilker, mit dem sie von 1953 bis 1982 eine Gemeinschaftspraxis für Allgemeinmedizin in Ravensburg betrieb. Sie hatten vier Söhne. Der jüngste Sohn war von frühester Jugend an geistig behindert.

## Lebenshilfe Ravenburg
Mit einer Selbsthilfeinitiative gründete Zilker im Juni 1964 die Ortsgemeinschaft Ravensburg der Lebenshilfe für das geistig behinderte Kind und übernahm deren Vorsitz. Der Verein engagierte sich dafür, dass unter dem Dach der Lebenshilfe eine Sonderschule, ein Sonderschulkindergarten und ein Angebot für Frühförderung eingerichtet werden. Ziel war die individuelle Förderung des einzelnen behinderten Kindes. Diese erste private Sonderschule in Fenken war beispielhaft für neu gegründete staatliche Sonderschulen im Landkreis. 1976 geht die Trägerschaft für die Sonderschule an den Landkreis Ravensburg über. Sie heißt heute Martinus-Schule. Ab 1982 übernimmt der Landkreis auch den Sonderschulkindergarten und die Frühförderung.
1970 gründet die Lebenshilfe Ravensburg eine Werkstatt für geistig behinderte Menschen. Zilker und ihren Mitstreitern ging es dabei um Werkstätten, die Teil des Wirtschaftsleben werden. Zilker war der Meinung, dass diese aktive Teilhabe am Wirtschaftsleben und eigener Verdienst das Selbstwertgefühl von behinderten Menschen stärke. In der Gründungsurkunde der Werkstätte von 1970 ist dokumentiert, dass sich als erste Gesellschafter namhafte Unternehmer eingetragen haben. Die Ravensburger Werkstatt wurde 1980 in eine GmbH umgewandelt. Auch diese erste Werkstätte der Lebenshilfe war Initialzündung für die Gründung zahlreicher Oberschwäbischer Werkstätten für Behinderte (OWB).
1978 wird ein Freizeitreferat für geistig behinderte Menschen ins Leben gerufen. Freizeitangebote sind von da an der Arbeitsschwerpunkt der Lebenshilfe Ravenburg. Das Freizeitreferat organisiert mit Hilfe von Ehrenamtlichen, Praktikanten des Bundesfreiwilligendienstes (BFD) und des Freiwilligen Sozialen Jahres (FJS) Bildungsangebote, Sommer- und Wochenendfreizeiten, Konzertbesuche, Wanderungen und Sommerfeste. Sie betreiben sieben Freizeitclubs und haben eine Theatergruppe. Der Sohn von Renate Zilker, Stephan Zilker, war Landesvorsitzender der Lebenshilfe Baden-Württemberg von 2011 bis 2019. Er ist seit 1999 Mitglied im Vorstand.
1975 wurde Renate Zilker für ihr weitreichendes Engagement mit dem Verdienstorden des Landes Baden-Württemberg geehrt.
1986 wurde ihr dafür ebenfalls das Bundesverdienstkreuz verliehen.

## Publikationen
- Renate Zilker: Zur Ätiologie des Erythema nodosum: Seine Stellung im Rahmen der Allergie. Medizinische Fakultät der Universität Tübingen, Tübingen 1945, DNB 571647707.